# Bałkarzy
Bałkarzy, Bałkarowie (ka-ba. малкъарлыла, таулула) – grupa etniczna zamieszkująca Kaukaz Północny (a zwłaszcza Kabardo-Bałkarię). Posługują się językiem karaczajsko-bałkarskim (wspólnym z Karaczajami), należącym do języków tureckich, stosując pismo cyrylickie.
Od XVIII w. wyznają islam sunnicki (wcześniej chrześcijaństwo i animizm). Zajmują się przede wszystkim pasterstwem, częściowo rolnictwem.
W 1944 r. przez władze radzieckie wysiedleni w głąb ZSRR, do Azji Środkowej. Powrócili w 1957 r.
W 1991 r. powstała Bałkarska Rada Narodowa.
Pod koniec lat 90. ich liczebność szacowana była na 70 000–90 000, obecnie na ok. 135 tys.